# Rubén Alonso Rosales
Rubén Alonso Rosales (né le 12 ou le 21 janvier 1925 et mort le 13 mai 2000) est l'un des six hommes composant la junte de gouvernement qui a pris le contrôle du Salvador par un coup d'état en 1960. 

## Biographie

### Jeunesse
Né dans le petit village de Paraiso De Osorio, département de La Paz (Salvador), ses parents sont Vicente et Maria Soriano Rosales. Il est le troisième enfant d'une fratrie de sept. Malgré les efforts de son père pou garder ses enfants mâles à la ferme, sa mère, institutrice, insiste pour que tous leurs enfants aillent à l’école et a tout mis en œuvre pour qu’ils obtiennent au moins une éducation de niveau secondaire, obligeant tous les enfants à déménager vers une plus grande ville, Cojutepeque. Intéressé par l'armée à l'âge de quinze ans, ses parents l'inscrivent à l'académie militaire du pays, malgré le peu de moyens dont la famille disposait. 

### Armée et coup d'état
Le 2 février 1941, il entre à l'académie en tant que l'une des 124 nouvelles recrues. Cependant, en juillet, ses parents ne pouvaient plus payer ses frais de scolarité, mais son séjour à l'académie était assuré lorsqu'il obtint l'une des deux bourses accordées aux nouvelles recrues. Au cours de sa première année à l'académie, Rubén se lie d'amitié avec le colonel Oscar Osorio, sous-directeur de l'académie et futur membre du Conseil de la révolution gouvernant le pays (1948 – 1950) et Président de la république de 1950 à 1956. Le 2 avril 1944, alors qu'il était en congé militaire dans la ferme familiale, une rébellion éclata contre le président Maximiliano Hernández Martínez, et il fait partie des troupes qui sont chargées de mater l'insurrection. Plus tard cette année-là, il est présenté à la sœur d'une recrue de cadets, Maria Garay, fille du colonel Eduardo Garay, qui deviendra sa femme trois ans plus tard. Ils ont quatre enfants. 
En juillet 1945, Rosales obtint son diplôme d'officier. Il est affecté au régiment d'artillerie, connu sous le nom d'El Zapote (maintenant un musée militaire) dans la capitale nationale, en face de la Maison présidentielle. Le 14 décembre 1948, en tant que commandant en service près de la maison présidentielle, il participe à un coup d'état visant à renverser le président Salvador Castaneda Castro, qui porte Oscar Osorio au pouvoir. De février 1950 à février 1953, il fut l'un des deux officiers salvadoriens à recevoir une bourse du gouvernement mexicain pour se rendre à l'école de guerre, à Mexico. À son retour au Salvador, il sert un temps à l’Académie militaire mais retourne finalement à El Zapote en qualité de troisième commandant. À ce moment-là, le régiment d'artillerie est la plus importante force militaire du pays. En 1957 – 1958, en tant que délégué des forces armées, il rejoint l'entourage du président José María Lemus lors de nombreux voyages officiels à travers l'Amérique latine. En 1958, il est promu commandant en second d'El Zapote. Le major Arturo Armando Molina, qui deviendra plus tard président de la République (1972 – 1977), le remplace à la troisième place.  
En 1960, en grande partie en raison de la position stratégique du régiment, près de la Maison présidentielle, il est engagé pour jouer un rôle dans le renversement du président José María Lemus. Oscar Osorio a joué un rôle déterminant dans la planification du coup d'état. Rubén Rosales est nommé à la tête de la junte de gouvernement qui prend le contrôle du pays. La junte dirige le pays du 26 octobre 1960 au 25 janvier 1961, date à laquelle elle a été renversée par un autre coup d'État, et remplacée par le Directoire civilo-militaire. 

### Exil
Envoyé en exil, Rubén Alonso Rosales s'installe au Mexique, où il s'était lié d'amitié avec de nombreux officiers de l'armée locale dix ans plus tôt, qui l'avaient assisté pendant quelques mois. 
De retour au Salvador à la fin de 1961, il est autorisé à rester dans le pays, mais le gouvernement au pouvoir, soupçonnant qu'il fomente une rébellion, lui recommande vivement de quitter le pays pour sa propre sécurité.  
Le gouvernement salvadorien organisa son départ aux États-Unis en septembre 1962. Rubén Alonso Rosales s'est installé dans la région de Los Angeles. Il travaille pour une entreprise de déménagement jusqu'en 1985, année de son départ à la retraite.